# Dorfkirche Hohenwulsch

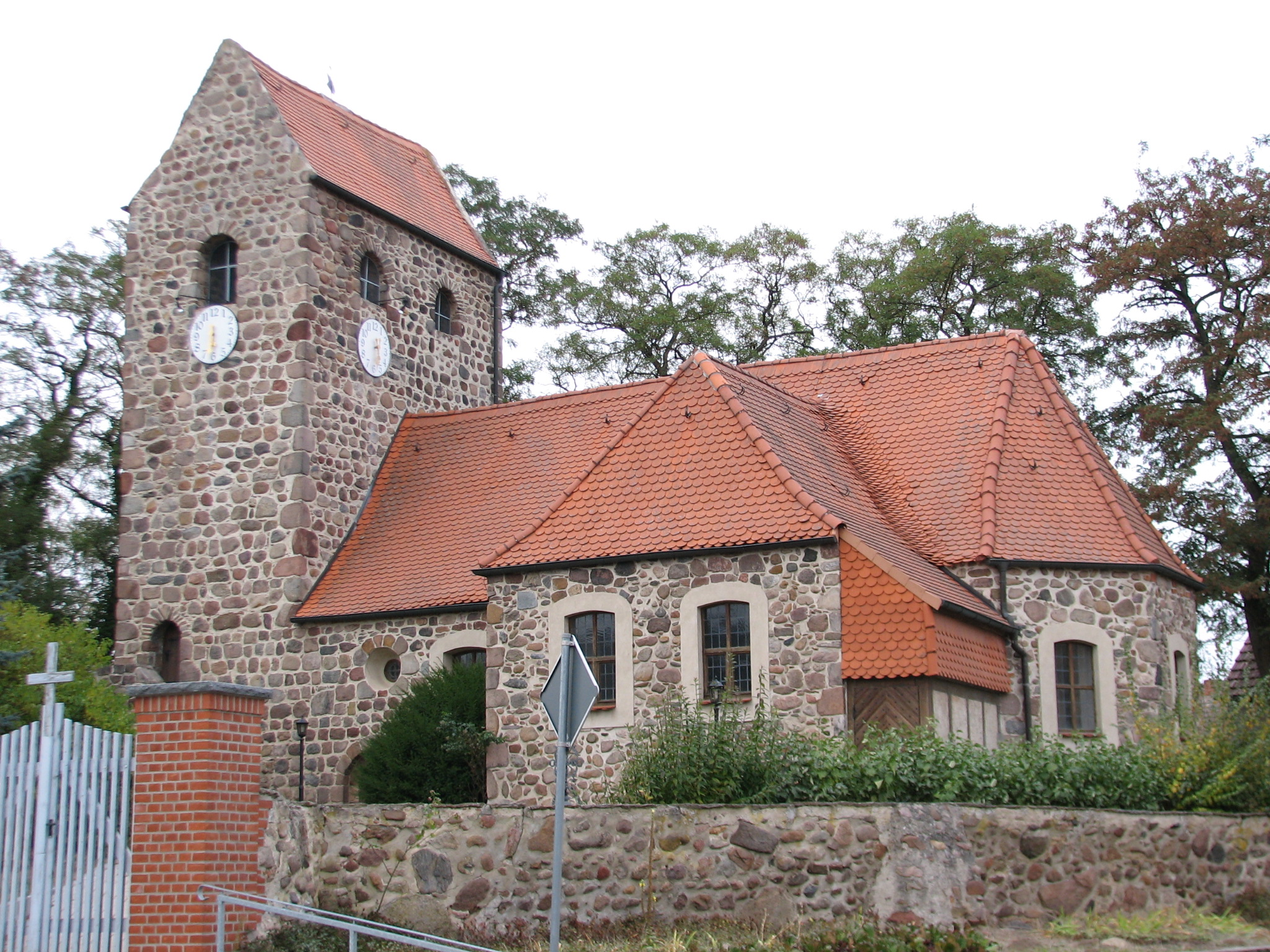
Dorfkirche Hohenwulsch

Die evangelische Dorfkirche Hohenwulsch ist eine im Kern romanische Saalkirche im Ortsteil Hohenwulsch von Bismark (Altmark) im Landkreis Stendal in Sachsen-Anhalt. Sie gehört zum Pfarrbereich Garlipp im Kirchenkreis Stendal der Evangelischen Kirche in Mitteldeutschland.

## Geschichte und Architektur
Die kleine, auf einer leichten Anhöhe gelegene, im Kern romanische Saalkirche entstand in der Mitte des 13. Jahrhunderts aus Feldsteinmauerwerk, mit etwa quadratischem Schiff und Westquerturm; der Chor mit Fünfachtelschluss in der Breite des Schiffs ist eine Erweiterung aus den Jahren um 1738/1740. Gleichzeitig erfolgte der Anbau einer Herrschaftsloge und Gruft im Untergeschoss an der Chorsüdseite und die Vergrößerung der Fenster zu Stichbogenöffnungen. Unverändert sind nur das abgetreppte Rundbogenportal der Südseite mit Kreisfenster darüber (ähnlich der Dorfkirche Buchholz) und die Schallöffnungen am Turm sowie der höher gelegene Eingang zum Turmobergeschoss auf der Südseite erhalten, der über einen neueren Treppenaufgang in Feldstein von 1914 erreichbar ist. Im Jahr 1992 wurde eine Restaurierung vorgenommen.
Der Chor ist flachgedeckt und vom Schiff durch den leicht spitzbogigen Triumphbogen geschieden. Im Schiff ist ein gebustes Kreuzgratgewölbe eingezogen, das durch Rundbogen zum tonnengewölbten Turmuntergeschoss geöffnet ist.

## Ausstattung
Die Ausstattung stammt einheitlich aus den Jahren 1738/1740: der Kanzelaltar mit seitlichen Durchgängen ist datiert auf das Jahr 1738 und bekrönt von Akanthuswerk, die polygonale Kanzel von Säulen flankiert. Die Herrschaftsloge ist mit gepaarten Bögen zwischen gewundenen Säulen versehen. Gleichzeitig entstanden der Taufengel, das Gestühl und die Westempore, an deren Brüstung gemalte Szenen aus dem Leben Jesu dargestellt sind. Ein Sandsteinepitaph erinnert an Johann Christoph von Jeetze († 1752), mit Porträt in ovalem Flachrelief, umgeben von Kriegstrophäen, einer freistehenden Frauenfigur mit einer Maske in der Hand (rechts) und einer Urne auf Postament (links).